# Остромечево
Остроме́чево (бел. Астрамечава) — агрогородок в Брестском районе Брестской области Беларуси. Крупнейший населённый пункт в составе Лыщицкого сельсовета. Население — 2085 человек (2019). Впервые упоминается в 1516 году как имение в Великом княжестве Литовском, в XIX веке — село. После Второй мировой войны известен как деревня, в ней во второй половине 1980-х развернулось масштабное строительство. В 2007 году деревня получила статус агрогородка.

## География

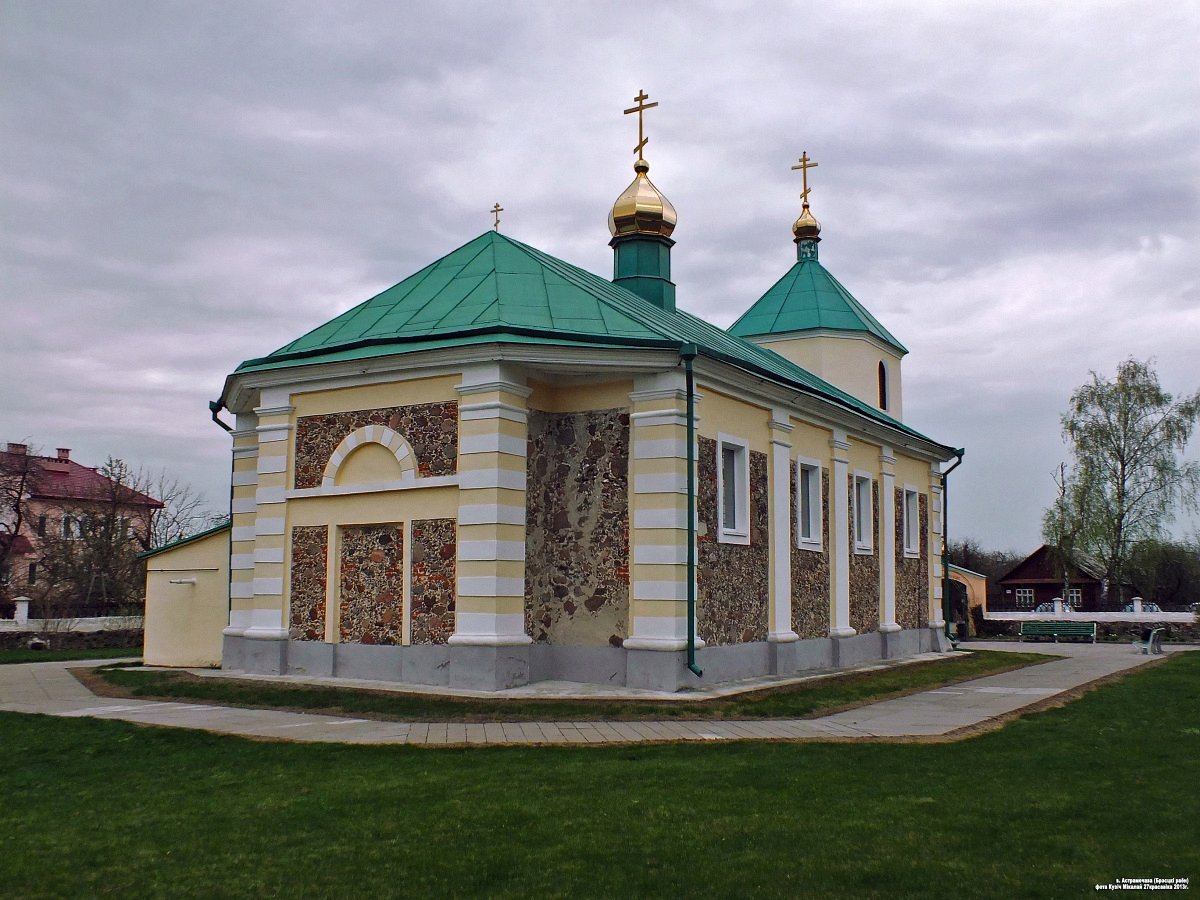
Свято-Михайловская церковь

Агрогородок находится в 24 км по автодорогам к северу от центра города Брест и в 6,5 км по автодорогам к востоку от центра сельсовета, деревни Новые Лыщицы. Местность принадлежит бассейну Вислы, по северной окраине агрогородка протекает небольшая река Лютая, приток Лесной. Через населённый пункт проходят местные дороги на Вистычи, Новые Лыщицы и Ратайчицы. Ближайшая ж/д станция в Новых Лыщицах (линия Брест — Белосток).

### Климат
Климат агрогородка — переходный от морского к континентальному, характеризуется достаточно мягкими зимами с продолжительными оттепелями. Воздушные массы переносятся в основном в направлении с запада на восток.
| Показатель                                                                             | Янв. | Фев. | Март | Апр. | Май  | Июнь | Июль | Авг. | Сен. | Окт. | Нояб. | Дек. |
| -------------------------------------------------------------------------------------- | ---- | ---- | ---- | ---- | ---- | ---- | ---- | ---- | ---- | ---- | ----- | ---- |
| Средний суточный максимум, °C                                                          | −1,1 | 0,5  | 6,1  | 13,4 | 18,8 | 22,1 | 24,4 | 23,7 | 18,2 | 11,8 | 6     | 1,3  |
| Средняя температура, °C                                                                | −3,3 | −2,2 | 2    | 8,6  | 14,2 | 17,7 | 20   | 19,1 | 14,1 | 8,4  | 3,8   | −0,7 |
| Средний суточный минимум, °C                                                           | −5,8 | −5,1 | −2,1 | 3,3  | 8,7  | 12,4 | 15   | 14,2 | 9,9  | 5,1  | 1,5   | −2,9 |
| Норма осадков, мм                                                                      | 44   | 41   | 46   | 51   | 72   | 71   | 85   | 69   | 63   | 49   | 46    | 48   |
| Источник: Климатические данные городов по всему миру. Дата обращения: 25 февраля 2025. |      |      |      |      |      |      |      |      |      |      |       |      |

## История
В письменных источниках упоминается с XV века как родовое гнездо Остромечевских, а позднее Ильиничей. С XVI века селение было дворянским имением в Берестейском повете Трокского, с 1566 года Берестейского воеводства Великого княжества Литовского. После третьего раздела Речи Посполитой (1795 год) в составе Российской империи, с 1801 года — в Гродненской губернии.
В начале XIX века принадлежало помещику Юлиану Сузину, в 1840 году имение Остромечево, как приданое его наследницы, перешло к полковнику Юзефу Пузыну. В усадьбе Пузынов существовал деревянный усадебный дом, не сохранившийся до наших дней. В то время часть деревни относилась к имению Плянта. В 1846 году построена каменная православная церковь св. Михаила вместо старой деревянной церкви. В этом году здесь насчитывалось 20 дворов, крестьянам принадлежало 538 десятин земли. Основными занятиями были земледелие, животноводство и иногда рыболовство.
В 1886 году в селе Лыщицкой волости Брестского уезда было 29 дворов, церковно-приходская школа и трактир. По переписи 1897 года — 43 двора, хлебозапасный магазин, православная церковь и народное училище.

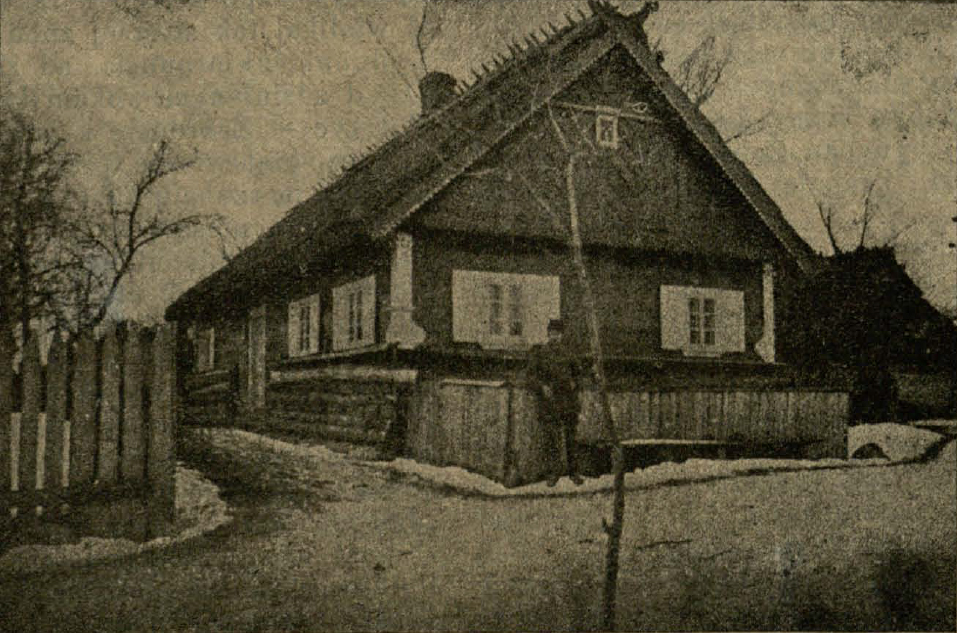
Народная библиотека. Фото 1908 года

В 1905 году учитывалось как село (826 жителей) и имение (68 жителей) той же волости. Имение принадлежало А. В. Пузыну, который имел здесь 921 десятину земли.
В том же году в селе открыта бесплатная народная библиотека на средства фонда книгоиздателя Ф. Ф. Павленкова.
На карте 1910-х годов село показано под названием Остромечево-Плянта, имело 95 дворов.
В Первую мировую войну с 1915 года оккупировано германскими войсками. Согласно Рижскому мирному договору (1921) Остромечево вошло в состав межвоенной Польши, где принадлежало гмине Лыщицы Брестского повета Полесского воеводства. По переписи 1921 года в деревне и фольварке Остромечев, а также в деревне и колонии Плянта в сумме числилось 63 жилых и 7 прочих обитаемых зданий, в которых проживало 325 человек (151 мужчина, 174 женщины), из них 301 белорус, 21 поляк и 3 еврея (по вероисповеданию — 299 православных, 19 римских католиков и 7 иудеев).
С 1939 года в составе БССР, с 1940 года — центр Остромечевского сельсовета Брестского района Брестской области, 155 дворов. В то время деревня представляла собой разбросанные хутора, появившиеся в результате земельной реформы польского правительства в середине 1930-х годов. В Великую Отечественную войну 10 сельчан погибли на фронте, 4 — в партизанах.
В 1949 году организован первый колхоз «Память Ильича», объединивший 75 хозяйств и 109 человек, ему принадлежало 58 лошадей и 780 гектар земли.
В 1965 году деревня была включена в состав Лыщицкого сельсовета. В 1972 году к деревне был присоединён хутор Величково, а в 1976 году — деревня Плянта.
Летом 1986 года произошло последнее укрупнение колхоза, ставшего колхозом-комбинатом. В 1988 году на базе колхоза создано сельскохозяйственное предприятие «Остромечево». В то время руководство страны решило провести экспериментальное комплексное строительство в семи населённых пунктах республики, и во второй половине 1980-х годов здесь развернулось масштабное жилое строительство, в основном коттеджей на одну и две квартиры.
В конце 2007 года деревня была преобразована в агрогородок.

## Экономика
Ныне ведущим предприятием агрогородка является ОАО «Остромечево», где развито мясо-молочное животноводство (4 молочно-товарные фермы и комплекс по выращиванию КРС), племенное зверохозяйство по выращиванию норок, а также изготовление изделий из их шкурок, изготовление яблочных чипсов, установлена линия по розливу яблочного сока в полиэтиленовые пакеты. Также работает консервный завод.

## Население
На 1 января 2025 года в агрогородке постоянно проживало 2062 человека в 752 хозяйствах, в том числе 412 моложе трудоспособного возраста, 1185 — в трудоспособном возрасте и 465 старше трудоспособного возраста.
| Численность населения (по переписям) | Численность населения (по переписям) | Численность населения (по переписям) | Численность населения (по переписям) | Численность населения (по переписям) | Численность населения (по переписям) | Численность населения (по переписям) | Численность населения (по переписям) | Численность населения (по переписям) | Численность населения (по переписям) |
| 1846                                 | 1878                                 | 1886                                 | 1897                                 | 1905                                 | 1921                                 | 1940                                 | 1999                                 | 2009                                 | 2019                                 |
| ------------------------------------ | ------------------------------------ | ------------------------------------ | ------------------------------------ | ------------------------------------ | ------------------------------------ | ------------------------------------ | ------------------------------------ | ------------------------------------ | ------------------------------------ |
| 145                                  | ↗195                                 | ↗348                                 | ↘316                                 | ↗894                                 | ↘325                                 | ↗776                                 | ↗1879                                | ↗1886                                | ↗2085                                |

## Инфраструктура
- ГУО «Средняя школа аг. Остромечево» (61 работник и 297 учеников, новое здание построено в 1985 году)[18]
- ГУО «Ясли-сад аг. Остромечево» (основан в 1985 году, 31 работник и 97 воспитанников)[18]
- Сельская врачебная амбулатория аг. Остромечево» (14 работников)[18]
- В центре агрогородка расположено административное здание, которое включает в себя зал бракосочетаний, отделение Беларусбанка, почту, районный дом ремёсел (появился в 1998 году[18]), дом культуры с библиотекой и детскую школу искусств[19]

## Достопримечательности
- Могила жертв фашизма (1942) —  Историко-культурная ценность Республики Беларусь, шифр 113Д000070[20]
- Братская могила (1944) —  Историко-культурная ценность Республики Беларусь, шифр 113Д000072[20][18]
- Свято-Михайловская церковь (1846) —  Историко-культурная ценность Республики Беларусь, шифр 113Г000073[20][18]
- Остромечевский идол — скульптурное изображение, найденное в 1955 году в деревне Остромечево[1].

##### Утраченное наследие
- Усадьба (2-я половина XVIII в.). После Первой мировой войны двор был распродан, а усадебный дом и парк постепенно разрушились[5].

## Галерея

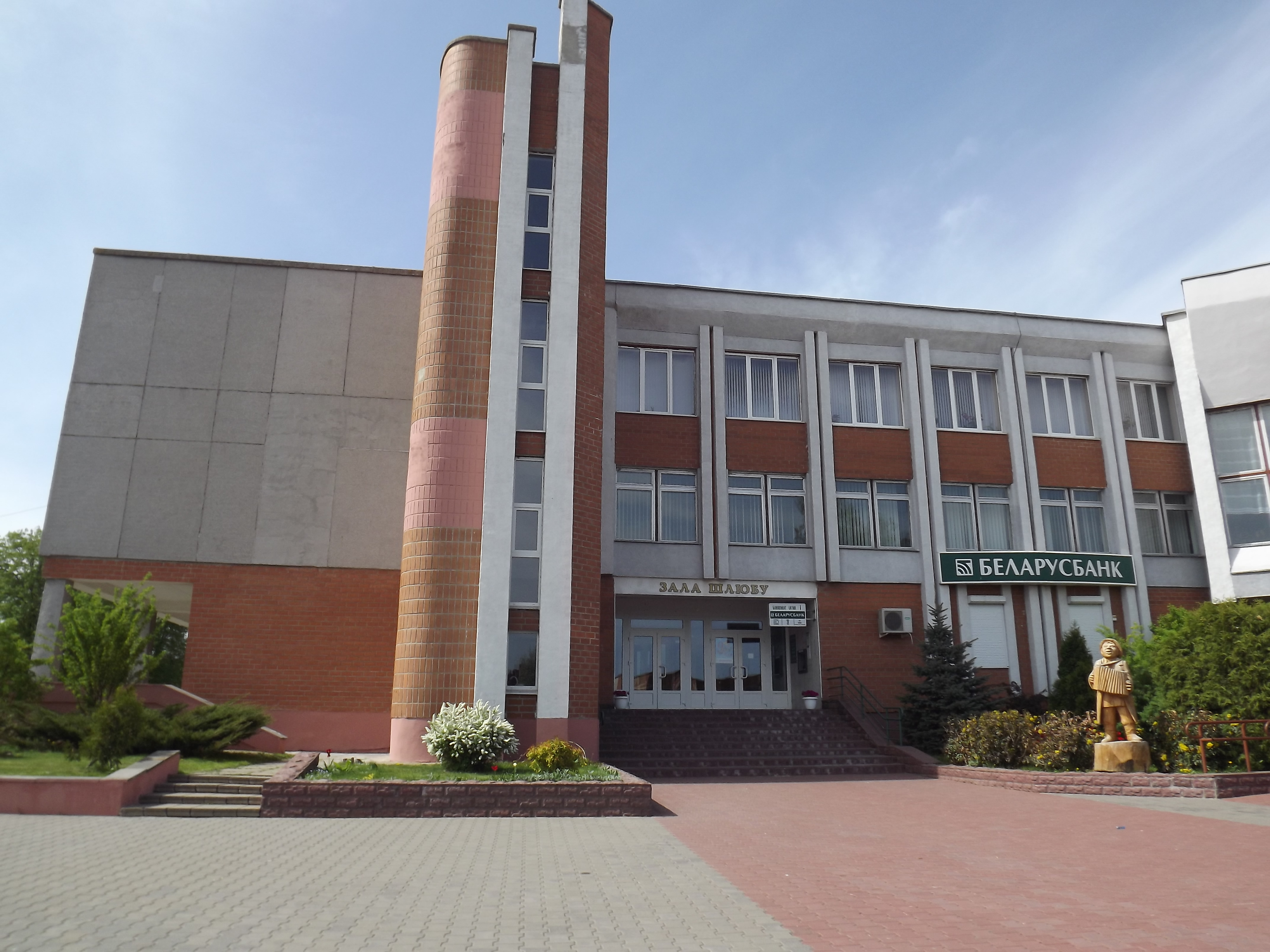
Административное здание
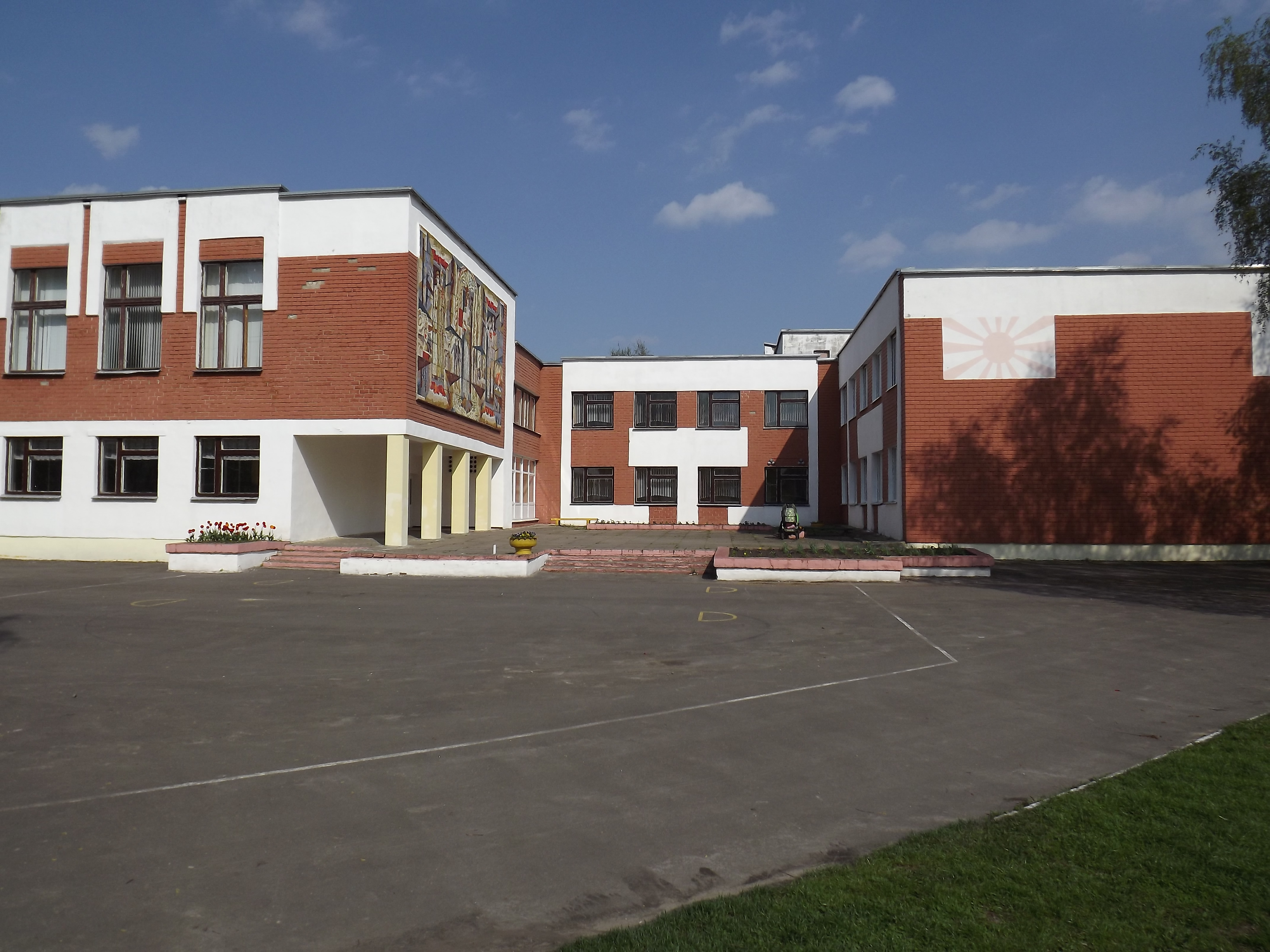
Школа
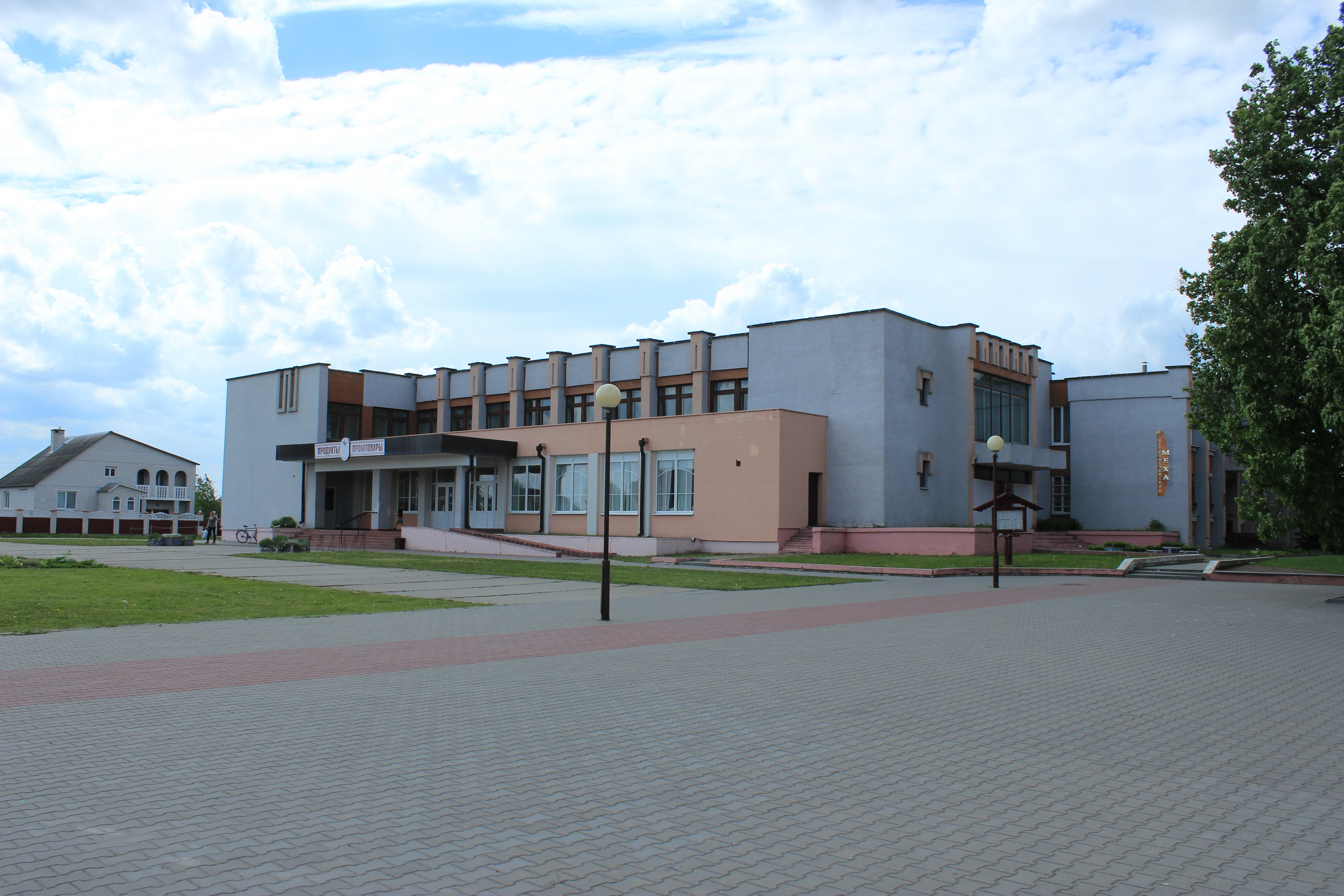
Торговый центр
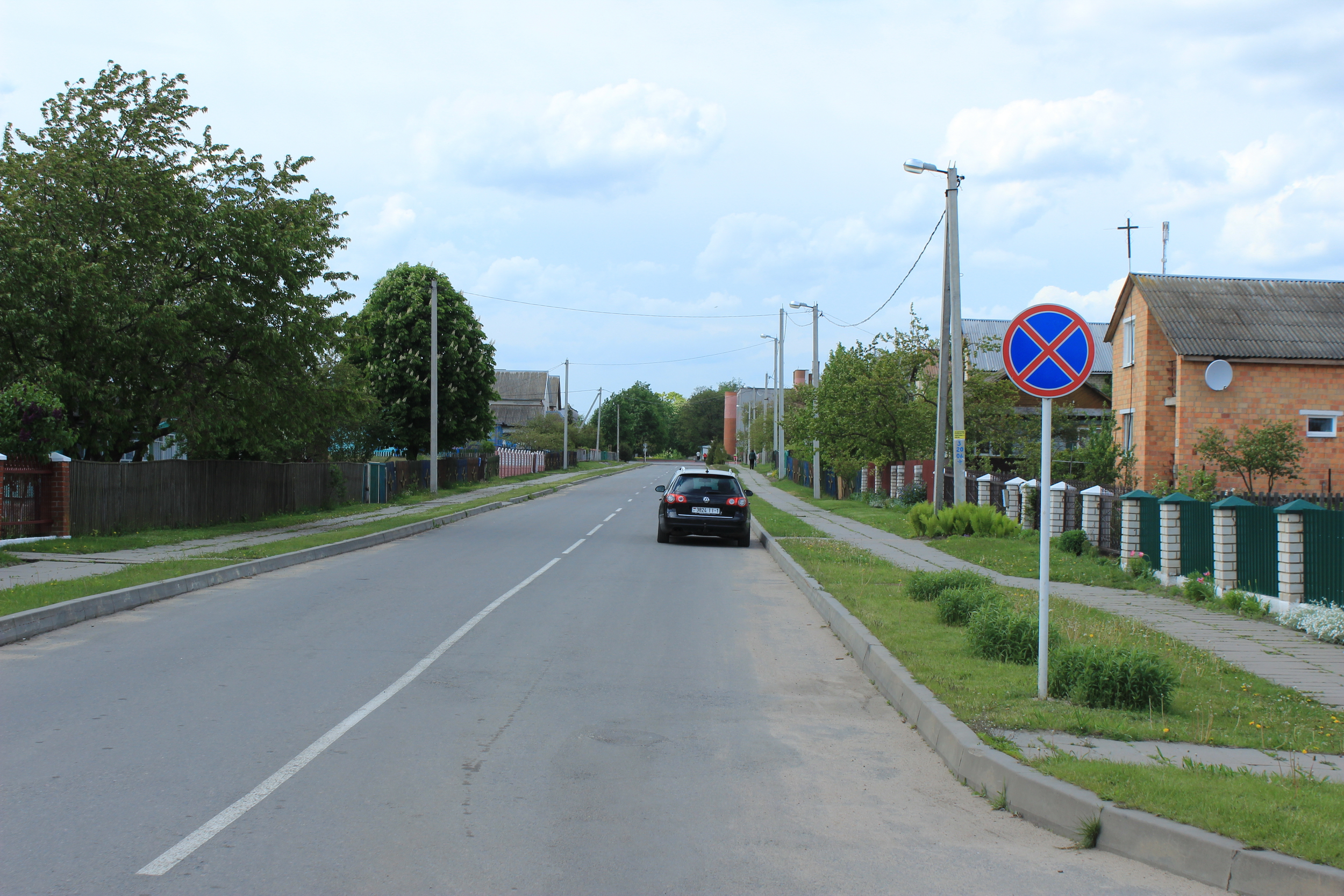
В центре посёлка
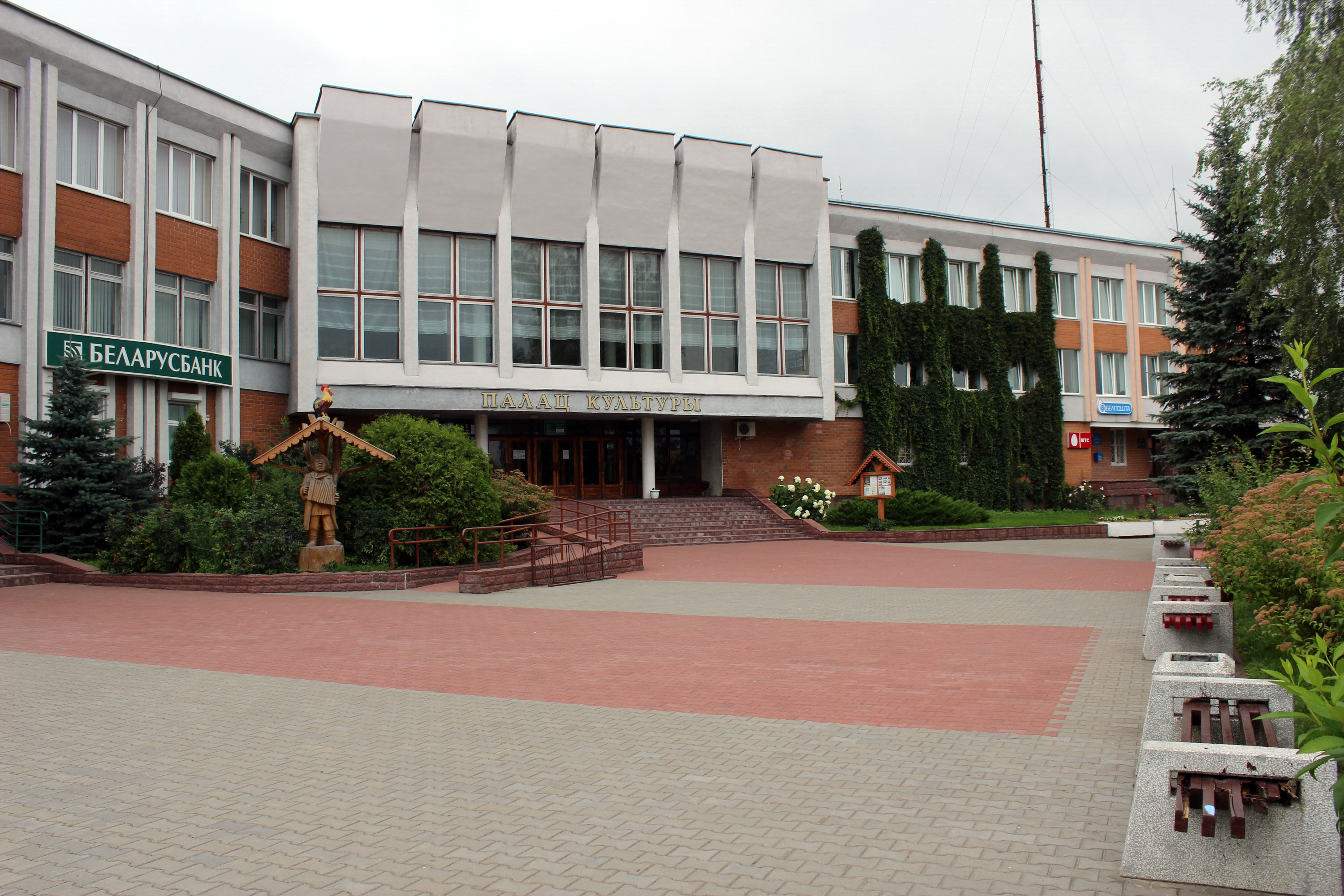
Дворец культуры
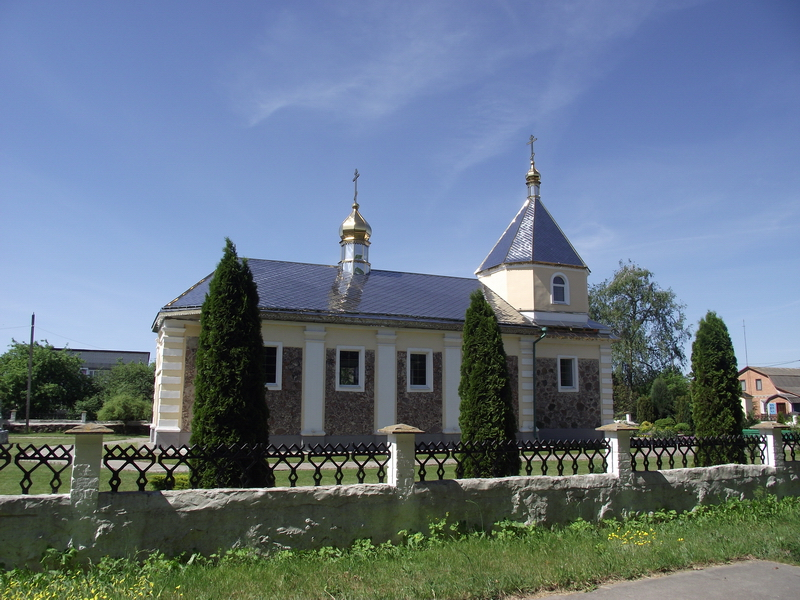
Свято-Михайловская церковь
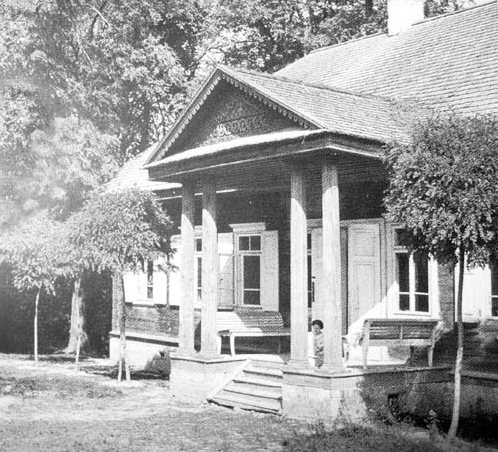
Усадебный дом в начале XX в.